# Chorthippus hsiai
Chorthippus hsiai är en insektsart som beskrevs av Zheng, Z. och Tu 1964. Chorthippus hsiai ingår i släktet Chorthippus och familjen gräshoppor. Inga underarter finns listade i Catalogue of Life.